# François Chauvon
François Chauvon (fl.  1712-1740) est un compositeur français du XVIIIe siècle, élève de François Couperin.
On lui doit un recueil de pots-pourris d'airs à la mode, intitulé Les Mille et un airs quelques pièces pour flûte et hautbois, 2 cantates françaises, une pastorale et un concert pour chant et instruments, Les Charmes de l'harmonie  (tous publiés à Paris, chez Ballard, entre 1712 et 1736)

## Source
- Marc Honegger, Dictionnaire de la musique, Bordas, Paris, 1986, p. 238